# Just van Rossum
Just van Rossum (* 13. Juli 1966 in Haarlem) ist ein niederländischer Typograf und Schriftentwerfer.

## Leben
Just van Rossum studierte Typographic Design an der Koninklijke Academie van Beeldende Kunsten in Den Haag. Nach einer Tätigkeit für MetaDesign in Berlin eröffnete er sein eigenes Atelier als Schrift- und  Graphikdesigner in Den Haag. Er arbeitet mit Erik van Blokland zusammen bei Letterror. 
Er ist der Bruder von Guido van Rossum, der als Entwickler der Programmiersprache Python bekannt wurde.

## Werk
Van Rossum hat eine Vielzahl von Fonts entworfen, zum Teil zusammen mit anderen Typografen wie Erik van Blokland (Letterror) und Erik Spiekermann:
- FF Advert
- FF Beowolf (mit Erik van Blokland)
- LTR Bodoni (mit Erik van Blokland)
- FF Brokenscript
- FF Double Digits (mit Manfred Klein)
- F Flixel
- FF Instant Types (inkl. FF Confidential, FF Dynamoe, FF Flightcase, FF Karton, FF Stamp Gothic)
- FF Justlefthand (als Teil von FF Hansa)
- ITC Officina (mit Erik Spiekermann)
- FB Phaistos (mit David Berlow)
- FF Schulbuch
- FF Schulschrift
- FF Trixie (mit Erik van Blokland)
- F What You Think (mit Erik van Blokland)

Darüber hinaus hat van Rossum u. a. das „Python powered“-Logo für Websites, die Python nutzen, entworfen.